# Prva judovsko-rimska vojna
Prva judovsko-rimska vojna (66–73) (hebrejsko המרד הגדול [ha-Mered Ha-Gadol], latinsko Primvm popvli Romani bellvm in Ivdaeos), včasih tudi velika judovska vstaja, je bila prva od treh velikih vstaj Judov v rimski provinci Judeji proti Rimskemu imperiju. Druga judovsko-rimska vojna (115–117) se imenuje tudi Kitosova vojna, tretja (132–135) pa Bar Kohbova vstaja.
Velika vstaja, ki se je začela leta 66, je imela izvor v grško-judovskih verskih napetostih. Kriza se je stopnjevala zaradi protestov proti vsiljenim davkom in napadov na rimske državljane. Rimljani so se na napade odzvali o opustošenjem drugega jeruzalemskega templja in usmrtitvijo približno 6.000 Judov, kar je izzvalo splošen upor. Uporniki so kmalu uničili rimsko vojaško posadko v Judeji, prorimski kralj Agripa II. in rimski uradniki pa so pobegnili iz Jeruzalema. Ko je postalo jasno, da vstaje ni moč obvladovati, je sirski legat Cestij Gal z XII. legijo Fulminata, okrepljeno s pomožnimi enotami, vkorakal v Judejo, da bi zatrl upor in ponovno vzpostavil red. Po začetnih uspehih in osvojitvi in osvojitvi Jaffe je sirska legija padla v zasedo in bila v bitki z judovskimi uporniki pri Bet Horonu uničena. Uporniki so pobili 6.000 Rimljanov in zaplenili legijskega orla, kar je šokiralo rimsko oblast.
V Jeruzalemu je poskušal prevzeti oblast vodja ekstremistične judovske skupine sikarijcev Menahem Ben Juda, vendar mu to ni uspelo. Ben Judo so usmrtili in preostale sikarijce izgnali iz mesta. Nova judovska vlada je izgnala tudi karizmatičnega radikalnega vodjo kmetov Simona Bar Giora in  njen vodja Anan Ben Anan je začel utrjevati mesto. Za poveljnika upornikov v Galileji je imenoval Josefa Ben Metijahuja, za poveljnika v Edomu pa Eliezarja Ben Hananija.
Rimljani so za zatrtje upora v Judeji zadolžili izkušenega in skromnega generala in kasnejšega cesarja Vespazijana. Za njegovega namestnika so imenovali njegovega sina in naslednika Tita Flavija. Vespazijan je s štirimi legijami in podporo vojske kralja Agripe II. leta 67 napadel Galilejo.  Izogibal se je neposrednemu napadu na utrjeni Jeruzalem, katerega je branila glavnina judovske vojske, in je namesto tega vztrajno  teroriziral in kaznoval prebivalstvo in uničeval judovske utrdbe. Vespazijen in Tit sta v nekaj mesecih osvojila glavne judovske utrdbe v Galileji  in nazadnje po 47 dneh obleganja še utrjeno mesto Jodfat,  ki ga je branil Josef Ben Matitijahu. Zelotski uporniki in tisoči beguncev so pobegnili iz Galileje v Judejo  in v Jeruzalemu povzročili politični pretres. Napetosti med večinoma saducejskimi Jeruzalemčani in večinoma zelotskimi frakcijami s severa pod poveljstvom Johanana iz Giskala in Eleazarja Ben Simona so prerasli v krvavo nasilje. Ko so v Jeruzalem prišli še Edomci in stopili na stran zelotov, so ubili Anana Ben Anana in veliko njegovih pristašev. Seducejski voditelji so nato v Jeruzalem poklicali Bar Giora, ki je s 15.000 vojaki premagal zelote in prevzel nadzor v mestu. Spopadi med Bar Gioro, Johananom in Eleazarjem so se nadaljevali skozi vse leto 69. 
Po zatišju vojaških operacij v Judeji zaradi državljanske vojne in političnih nemirov v Rimu, je bil Vespazijan odpoklical v Rim in leta 69 imenovan za cesarja. Po njegovem odhodu je Tit na začetku leta 70 začel oblegati središče upornikov v Jeruzalem. Rimljani so se po treh tednih prebili skozi prvi dve jeruzalemski obzidji, tretjega in najdebelejšega pa jim zaradi žilavega odpora branilcev ni uspelo osvojiti. Po surovem sedem mesecev trajajočem obleganju, v katerem so zaradi notranjih sporov med zeloti zgorele vse zaloge hrane v mestu, je Rimljanom poleti končno uspelo streti judovsko obrambo. Tit je po padcu Jeruzalema odšel v Rim in prepustil X. legiji Fretensis uničenje preostalih žarišč upora. Rimski vojni pohod se je končal s padcem Masade leta 73 ali 74.
Glej tudi:
- Obleganje Jeruzalema (70)